# ماتریس یک‌ها
در ریاضیات، ماتریس یک‌ها ماتریسی است که در آن همه‌ی درایه‌ها برابر با عدد یک است. مثال‌هایی از اینگونه ماتریس‌ها:
{\displaystyle J_{2}={\begin{pmatrix}1&1\\1&1\end{pmatrix}};\quad J_{3}={\begin{pmatrix}1&1&1\\1&1&1\\1&1&1\end{pmatrix}};\quad J_{2,5}={\begin{pmatrix}1&1&1&1&1\\1&1&1&1&1\end{pmatrix}};\quad J_{1,2}={\begin{pmatrix}1&1\end{pmatrix}}.\quad }

## ویژگی‌ها
{\displaystyle J_{n,n}} را یک ماتریس n × n از یک‌ها در نظر بگیرید، خواص زیر را برای J داریم :
- اثر J برابر n است[۲]، همچنین تنها زمانی دترمینان ناصفر (در اینجا برابر ۱) است که n برابر ۱ باشد ، در غیر این صورت دترمینان برابر صفر می‌شود.
- چند جمله‌ای مشخصه J برابر {\displaystyle (x-n)x^{n-1}} است.
- رتبه J برابر ۱ است و دو مقدار ویژه دارد، یکی n با مرتبه تکرار 1 و دیگری 0 با مرتبه تکرار n − 1 .[۳]
- برای هر {\displaystyle k=1,2,\ldots .} داریم {\displaystyle J^{k}=n^{k-1}J} . [۴]
- در ضرب هادامار، J عنصر خنثی است .[۵]

اگر J را به عنوان یک ماتریس در اعداد حقیقی بررسی کنیم، ویژگی‌های زیر نیز برقرارند :
- ماتریس {\displaystyle {\tfrac {1}{n}}J} ماتریسی خودتوان است .[۴]
- ماتریس نمایی J برابر {\displaystyle \exp(J)=I+{\frac {e^{n}-1}{n}}J} است .

## کاربردها
ماتریس یک‌ها در زمینه ترکیبیات کاربردهایی دارند، به طور خاص‌تر در استفاده از روش‌های جبری برای نظریه گراف . به عنوان مثال، اگر A ماتریس همسایگی گراف n-راسی و بدون جهت G و J ماتریس یک‌ها از همان بُعد باشند، آنگاه G یک گراف منتظم است اگر و تنها اگر AJ = JA .